# LocaWeb
Locaweb é uma empresa brasileira de hospedagem de sites, serviços de internet e computação em nuvem, líder no Brasil e na América Latina, segundo pesquisa da International Data Corporation em 2011.
A Locaweb oferece um portfólio de serviços de internet com seis unidades de negócio: a Locaweb Serviços de Internet abrange os produtos voltados para o setor varejista (soluções como hospedagem de sites, webmail, loja virtual, criador de sites, servidores cloud e telefonia voip, entre outros). 
A base da companhia conta mais de 350 mil clientes, 5,5 milhões de caixas postais, 14 mil servidores cloud e mais de 19 mil desenvolvedores parceiros.
Para comportar todos esses dados, a empresa possui um data center com 25 mil servidores no campus da Locaweb em São Paulo (SP).   
Em 2022, surgiu a LWSA, um ecossistema de marcas interligadas que proporciona soluções abrangentes e flexíveis para empresas de diversos portes e níveis de desenvolvimento, do qual a Locaweb faz parte.  

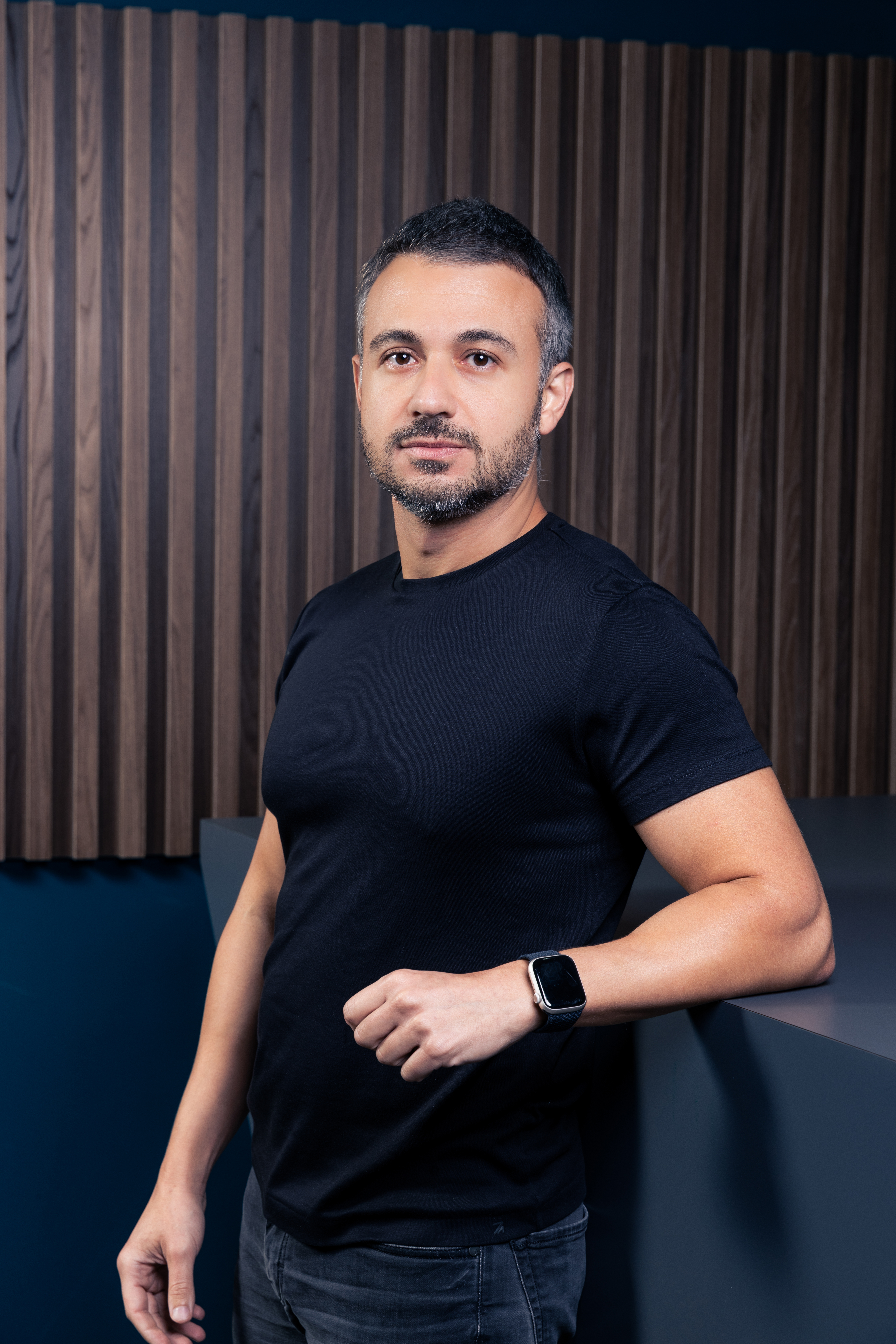
Rafael Chamas, CEO da LWSA

## História da Locaweb
A Locaweb, líder no segmento de hospedagem no Brasil, completou 27 anos de mercado. São mais de 500 mil sites hospedados, mais de 3,4 milhões de caixas de e-mail e mais de 20 mil desenvolvedores parceiros. Nos últimos anos, a empresa apresentou um ótimo ritmo de crescimento e lançou novas soluções tecnológicas – como ClicLead e Revenda de Hospedagem.
Fundada em 1998, a Locaweb se tornou uma das pioneiras em hospedagem de sites no Brasil, após um início turbulento com a criação do portal Intermoda, voltado para o setor têxtil, que não alcançou o sucesso esperado.

### Início e Formação da Empresa
Em 1997, Gilberto Mautner trabalhava no Vale do Silício, insatisfeito com seu emprego na Andersen Consulting (atual Accenture), onde passava o dia instalando programas em computadores. Paralelamente, seu primo Claudio Gora, que trabalhava na empresa têxtil de seu pai no Brasil, não conseguia se identificar com nenhuma área da empresa.
Gilberto sempre teve paixão por informática e programação desde os 13 anos, quando ganhou seu primeiro computador, o TK85. Claudio, por outro lado, tinha afinidade com criatividade e marketing. Quando Gilberto voltou ao Brasil, propôs ao primo a criação de um negócio digital que combinasse suas habilidades complementares. Claudio aceitou a proposta e, com um investimento de US$ 30 mil do pai e tio dos fundadores, Michel Gora, nasceu o portal Intermoda.

### Reinvenção
O Intermoda, porém, teve uma duração de apenas quatro meses. A principal razão foi o fato de que o projeto estava à frente de seu tempo. Contudo, um serviço oferecido pela Intermoda se destacou: a criação de sites para empresas. Michel Gora então sugeriu expandir essa ideia para todas as empresas, não apenas as do setor têxtil.
Gilberto investigou o mercado internacional e descobriu a prática de hosting nos Estados Unidos, que era pouco explorada no Brasil. Assim, em 1998, surgiu a Locaweb, com uma proposta simples: “Você quer ter um site? Inscreva-se aqui”.

### Crescimento e Expansão
A Locaweb cresceu rapidamente. Em 1999, a empresa já tinha mil clientes. No ano 2000, durante o estouro da Bolha da Internet, a Locaweb quadruplicou de tamanho, atingindo 10 mil clientes.

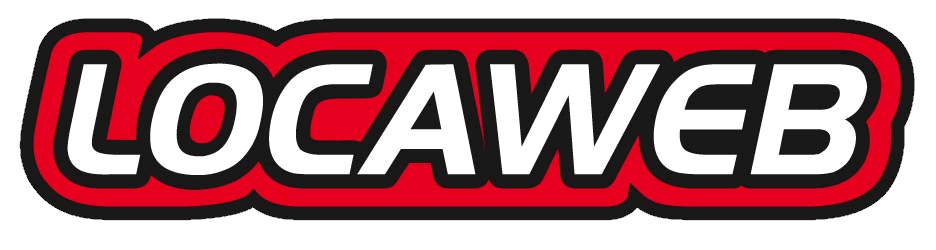
Logo da Locaweb em 2004
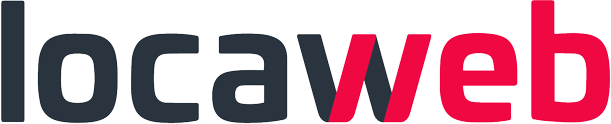
Logo atual da Locaweb desde 2017

## Cronologia
- 2003: Lançamento da própria solução de e-mail e início no mercado de Software as a Service (SaaS).
- 2006: Investimento em IP Communication e construção do primeiro data center próprio, com capacidade para 4 mil servidores.
- 2008: Lançamento de uma plataforma de cloud computing, que virtualizou toda a estrutura de servidor.
- 2010: Recebimento de investimentos da Silver Lake e expansão das operações com a implantação do segundo data center próprio, com capacidade para 25 mil servidores.
- 2012: Entrada de Fernando Cirne na empresa como vice-presidente de marketing.
- 2013: Lançamento do Criador de Sites, uma experiência completa e automatizada via software.
- 2019: Lançamento da Hospedagem GO, para democratizar a hospedagem de sites no Brasil.
- 2020: A Locaweb abriu seu capital na bolsa de valores brasileira.[3]
- 2021: Lançamento do Clic Lead, ferramenta para relacionamento com clientes e atração de leads.
- 2022: Apresentação do Programa de Afiliados, uma parceria entre a companhia e Pessoas Jurídicas.
- 2023: Atualização do painel da Hospedagem de Sites e lançamento da Revenda de Hospedagem Locaweb.

## Eventos organizados
Locaweb Digital Conference: evento especializado em marketing, empreendedorismo, inovação e e-commerce. Com mais de 20 edições e 40 mil parcipantes, já palestraram nomes como Camila Farani, Marcelo Tas, Ricardo Amorim e Nina Silva.
PHP Community Summit: evento focado na comunidade de desenvolvedores, de maneira que eles possam atualizar seu conhecimento em PHP. Wikipedia, WordPress, Facebook, Symfony, Laravel, Zend Framework, Composer, Doctrine e Phing são só alguns exemplos de como essa linguagem está presente em nosso dia a dia. 
RubyConf Brasil: o evento, que estreiou como Rails Summit, hoje apresenta conteúdos sobre Ruby, Ruby on Rails, Técnicas Ágeis, Devops e muitas outras linguagens de programação.

## Atualidade
Com 27 anos de história, a Locaweb conta com mais de 400 funcionários, mais de 500 mil sites hospedados em seus 25 mil servidores. A empresa mantém o foco em atender pequenos e médios negócios, consolidando-se como uma das líderes no mercado de hospedagem de sites e serviços digitais no Brasil.